# Честерхил (Охајо)
Честерхил (енгл. Chesterhill) град је у америчкој савезној држави Охајо.

## Демографија
По попису из 2010. године број становника је 289, што је 16 (-5,2%) становника мање него 2000. године.
| Група             | 2000.       | 2010.       |
| Белци             | 241 (79,0%) | 213 (73,7%) |
| Афроамериканци    | 47 (15,4%)  | 28 (9,7%)   |
| Азијати           | 0 (0,0%)    | 1 (0,3%)    |
| Хиспаноамериканци | 1 (0,3%)    | 1 (0,3%)    |
| Укупно            | 305         | 289         |